# Deborah Hawksley
Deborah Hawksley (* 1970 in Singapur) ist eine britische Opern- und Konzertsängerin mit der Stimmlage Mezzosopran.

## Leben
Hawksley wuchs in East Yorkshire auf und absolvierte eine Ausbildung als Krankenschwester mit Zusatzqualifikation (Registered Nurse) am Middlesex Hospital in London. Sie studierte Gesang am Royal Northern College of Music in Manchester und an der Guildhall School of Music and Drama in London.
Hawksley wirkte seitdem in zahlreichen Opernaufführungen und Konzertveranstaltungen mit, wobei sie ein Repertoire sang, das von der Alten Musik bis zu Werken der Moderne reichte. 1989 trat sie zu Beginn ihrer Karriere bei der Glyndebourne Touring Opera in der kleinen Rolle der Straßensängerin (Strolling Player) in Benjamin Brittens Oper Death in Venice auf. Regelmäßig trat Hawksley in der Folgezeit an der English National Opera auf. Dort sang sie unter anderem Dritte Dame in Die Zauberflöte, Prinz Orlofsky in Die Fledermaus, Komponist in Ariadne auf Naxos, die Marfa in Chowanschtschina, die Annina in Der Rosenkavalier und die Katisha in Der Mikado. An der Covent Garden Opera gastierte sie 1995 als Second Witch im Rahmen des English Bach Festival in einer Produktion von Henry Purcells Oper Dido and Aeneas. Am Opernhaus von Dublin sang sie die Dorabella in Wolfgang Amadeus Mozarts Oper Così fan tutte. Beim Aldeburgh Festival trat sie als Türkenbab (Baba the Turk) in Igor Strawinskys Oper The Rake’s Progress auf.
Mehrfach wirkte Hawksley auch bei Tourneeproduktionen von Opern mit. Bei der European Chamber Opera sang sie 1995 die Titelrolle in der Oper La Cenerentola von Gioacchino Rossini. In der Saison 1998/1999 gastierte sie bei der First Act Opera in der Titelrolle der Oper Carmen. 1999 sang sie bei der USA-Tournee der London City Opera wiederum die Rolle des Orlofsky. Bei der D’Oyly Carte Opera Company sang sie ebenfalls Prinz Orlofsky und Katisha. Ein Live-Mitschnitt dieser Aufführungen in englischer Sprache wurde 1995 auch auf CD veröffentlicht. Bei den Freilichtaufführungen der Opera Holland Park im Londoner Stadtteil Holland Park sang sie 2001 die Flora in Giuseppe Verdis Oper La Traviata und 2004 Prinz Orlofsky. Im Rahmen des Cambridge Summer Music Festival sang sie 2007 in einer Inszenierung der Opera East Productions erneut die Rolle der Türkenbab. Bei der Iford Festival Opera sang sie 2009 die Rolle der Larina in Eugen Onegin. 2010 übernahm Deborah Hawksley beim Longborough Festival in einer Produktion von The Opera Project die Rolle der Mrs. Peachum in The Beggar’s Opera.
Zu ihren weiteren Opernrollen gehörten: Frugola in Il tabarro und La Ciesca in Gianni Schicchi in einer Produktion der Broomhill Opera in der Regie von Simon Callow, die Titelrolle in Die schöne Helena bei der Castleward Opera, sowie die Rollen der Florence Pike in Albert Herring, der Mrs. Quickly in Falstaff und der Frau Försterin in Das schlaue Füchslein, jeweils in Produktionen von The Opera Project.
Hawksley ist regelmäßig auch als Konzertsängerin tätig. Zu ihrem Repertoire gehören unter anderem das Requiem von Verdi, die Petite Messe solennelle von Rossini und das Oratorium The Dream of Gerontius von Edward Elgar. In Deutschland wurde Hawksley insbesondere als Solistin verschiedener Promenadenkonzerte in Berlin, Düsseldorf und Hamburg bekannt. So war sie 2007 Gesangssolistin im Abschlusskonzert der Musikfestspiele Potsdam im Schlosspark von Schloss Sanssouci. Begleitet vom Filmorchester Babelsberg unter Leitung von Scott Lawton sang sie unter anderem Rule, Britannia! von Thomas Arne und Jerusalem von Hubert Parry.